# John Willcock
John Willcock (Frogmore, 9 augustus 1879 – Subiaco, 7 juli 1956) was de vijftiende premier van West-Australië.

## Vroege jaren
Willcock werd geboren in 1879 in New South Wales. Hij was het zesde kind van Joseph Willcock, een mijnwerker, en Ellen Webb. Willcock liep school aan de 'Sydney Boys' High School' waarna hij in een bakkerij ging werken. In 1897 verhuisde Willcock naar West-Australië waar hij twee jaar aan de bouw van de haven van Fremantle meewerkte. Daarna begon Willcock bij de Western Australian Government Railways als onderhoudsman van spoorweglocomotieven te werken. Vanaf 1902 was hij brandweerman aan de spoorwegen in Geraldton.
Willcock huwde Sicily Ann Stone in de St Francis Xavier's Church in Geraldton op 24 september 1907. Ze zouden samen 6 kinderen krijgen. In 1912 werd Willcock machinist. Hij was vakbondsmilitant bij de 'Engine Drivers', Firemen's and Cleaners' Union'.
Tijdens de Eerste Wereldoorlog trad Willcock tot verscheidene vaderlandslievende verenigingen toe, waaronder Geraldtons 'Confidential Recruiting Committee'. Hij was medeoprichter van een plaatselijke arbeidersvrouwenvereniging. Willcock was van 1914 tot 1917 voorzitter van het plaatselijke districtsbestuur van de 'Australian Labour Federation' en van 1917 tot 1923 lid van het plaatselijke afdelingsbestuur van de 'Amalgamated Workers' Union'.

## Politieke carrière
In april 1917 nam Willcock deel aan tussentijdse verkiezingen maar werd nipt niet verkozen. Tijdens de algemene verkiezingen in september datzelfde jaar won hij wel een zetel in het West-Australische lagerhuis ('Legislative Assembly'). Hij verhuisde naar Perth. Willcock werd kort na zijn verkiezing secretaris van de laborfractie die toen in de oppositie zat.
In april 1924 won labor de verkiezingen en Philip Collier werd premier van West-Australië. Willcock werd minister van spoorwegen, van justitie en tot juni 1928 ook van de politie. In 1927 volgde hij William Angwin op als vicepremier en ondervoorzitter van labor. Labor werd tijdens de verkiezingen van april 1930 verslagen en de regering diende af te treden. Alexander McCallum verving hem daarop als ondervoorzitter van de partij. In 1933 won labor de verkiezingen echter terug. Willcock werd minister van spoorwegen, justitie en onderwijs. In maart 1935 werd hij weer vicepremier en ondervoorzitter van de partij, de portefeuille onderwijs gaf hij daarbij op.
Op 19 augustus 1936 trad Collier vanwege gezondheidsproblemen af. Daarop werd Willcock premier, minister van financiën en minister van bosbeheer. In het begin van zijn regeerperiode zette hij het beleid van plattelandsontwikkeling en openbare werken van zijn voorgangers verder. Hoewel Willcocks regering weigerde volledige tewerkstelling voor werklozen te voorzien of de 40-urenweek voor ambtenaren in te voeren slaagde hij erin met de volledige arbeidersbeweging op goede voet te blijven. In de late jaren 1930 diversifieerde hij de West-Australische economie door staatsbedrijfjes in de secundaire sector op te richten.
In 1937 woonde Willcock de kroning van George VI bij. Hij was fel voorstander van de Australische deelname aan de Tweede Wereldoorlog. Van 1939 tot 1941 nam de regering een voorstel over het oprichten van een Joodse staat in het oosten van de regio Kimberley in overweging. Willcocks verzet tegen John Curtins poging om het federale niveau tijdens de oorlog meer macht te geven viel niet bij iedereen in de West-Australische arbeidersbeweging in goede aarde. Uiteindelijk gaf Willcock toe maar de spanning bleef bestaan.
Willcock diende in december 1943 de portefeuille bosbeheer door gezondheidsproblemen op te geven. Op 31 juli 1945 trad hij om diezelfde reden als premier af. Hij zetelde nog tot maart 1947 als backbencher in het lagerhuis.
Willock bekeerde zich in de herfst van zijn leven nog van het methodisme tot het katholicisme.

## Nalatenschap
John Willock stierf op 7 juni 1956 in het 'St John of God Hospital' in Perth. Hij werd begraven op het kerkhof van Karrakatta. Willock liet zijn echtgenote, drie dochters en een zoon achter.
Het in 1975 opgerichte 'John Willcock College' in Geraldton werd naar hem vernoemd.
- Australian Dictionary of Biography: willcock-john-collings-9106
- Trove: 585241
- Virtual International Authority File: 93814563